# منتخب روسيا الثاني لكرة القدم
منتخب روسيا الثاني لكرة القدم (بالروسية: Вторая сборная России по футболу)‏ هو ممثل روسيا الرسمي في المنافسات الدولية في كرة القدم في فئة كرة القدم للرجال، يديريه اتحاد روسيا لكرة القدم. تأسس في 2011.